# A nyomorultak (film, 1909)
A nyomorultak (eredeti cím: Les Misérables) Victor Hugo regényének néhány motívuma nyomán készült, 1909-ben bemutatott amerikai némafilm.

## Szereplők
- Maurice Costello – Jean Valjean
- William V. Ranous – Javert
- Hazel Neason
- Marc McDermott